# Ocos
Ocos é uma cidade da Guatemala do departamento de San Marcos.